# Scelidotherium
Lo scelidoterio (gen. Scelidotherium) è un mammifero xenartro fossile, strettamente imparentato con i bradipi attuali. I suoi resti, risalenti al Pleistocene, sono stati rinvenuti in Sudamerica.

## Descrizione
Come tutti i bradipi terricoli, lo scelidoterio, lungo circa tre metri e mezzo, aveva un corpo massiccio e arti allungati dotati di unghioni ricurvi. La caratteristica principale che lo distingueva dagli altri esemplari simili, però, era la testa stretta e allungata, vagamente simile a quella di un formichiere. Lo scelidoterio possedeva una serie completa di molari. Le zampe assomigliavano molto a quelle del famoso Megatherium e di Glossotherium.

## Ritrovamenti e classificazione
Charles Darwin, nel suo giornale di bordo durante il viaggio sulla Beagle, scrive del ritrovamento di un fossile quasi perfetto di Scelidotherium a Punta Alta, durante il viaggio via terra da Bahia Blanca a Buenos Aires nel 1832. Darwin classificò lo scelidoterio nella stessa famiglia del Megatherium, ma successivamente altri paleontologi lo hanno posto in una famiglia a sé stante, in virtù delle sue particolarità craniche. Un possibile antenato dello scelidoterio è Chubutherium, dell'Oligocene e del Miocene. La specie più nota di scelidoterio è Scelidotherium leptocephalum. Altre specie, come S. cuvieri e S. tarijensis, sono state attribuite a generi simili, come Catonyx e Scelidodon.